# José Manuel Maucó
José Manuel Maucó (1838 - 1892) fue un pintor y médico venezolano dedicado a la enseñanza del dibujo a mediados del siglo XIX. Entre sus discípulos destacan Cristóbal Rojas y Antonio Herrera Toro.

## Reseña biográfica
Nació en La Victoria, Provincia de Aragua (actual Estado Aragua) hacia 1837. Hijo de José Manuel Maucó y Sinforosa Mendía. En 1854 se matrícula en los cursos de medicina que se impartían en la Universidad Central de Venezuela en Caracas. Al mismo tiempo asistía a la Escuela normal de dibujo y pintura que dirigía el pintor Antonio José Carranza, destacándose en las exposiciones bianuales que mostraban los avances de los estudiantes efectuadas en 1856 y 1858. Concluye sus estudios de medicina en 1860. En 1863 dicta clases de dibujo en esta Escuela, en la que llegó a ser director. En 1869 contrae matrimonio con Sofía Arnal.
En el mes de julio de 1872 participa en la Primera Exposición anual de Bellas Artes venezolanas realizada en el Café del Ávila, en la cual se exhibió la colección de obras de arte que reúne el viajero inglés Jean Mudie Spence durante su visita a Venezuela. En 1879 realiza dos cuadros alegóricos para celebrar la inauguración de la estatua ecuestre de Antonio Guzmán Blanco en Caracas. Uno de los cuadros fue encargado por el gremio de agricultores y criadores, y el otro por los artesanos e industriales. Al año siguiente forma parte del personal docente de la Academia de Dibujo y Pintura del recién creado Instituto de Bellas Artes de Caracas, en donde tendrá como alumnos a los futuros pintores Cristóbal Rojas y Antonio Herrera Toro. Desde 1876 es mencionado como profesor de dibujo en distintos colegios caraqueños como el Colegio La Ascensión y el Colegio Villegas. 
En 1883 participa con una pintura El combate en el Lago de Maracaibo, en la Exposición Nacional de Venezuela organizada por el gobierno de Antonio Guzmán Blanco en homenaje al primer centenario del Natalicio del Libertador.

## Obra
Entre sus obras más renombradas destacan el retrato de Fray Carlos Arrambide (colección privada) y Retrato de un Caballero conservado en la Galería de Arte Nacional. En líneas generales, la obra de Maucó se caracteriza por presentar un carácter poco académico, aunque dotada de sentido decorativo en el tratamiento de las formas y los volúmenes.